# Lucy Walter

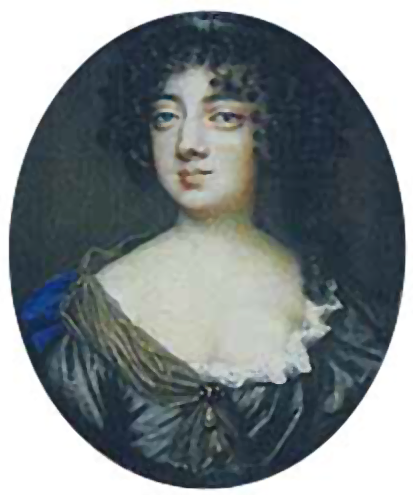
Lucy Walter

Lucy Walter (* 1630 in Roch Castle, in der Nähe von Haverfordwest, Pembrokeshire, Wales; † 1658 in Paris) war eine walisische Adlige, eine Mätresse des englischen Königs Karl II. und die Mutter von James Scott, 1. Duke of Monmouth.
Durch die Geburt des ersten, offiziell anerkannten, illegitimen Sohnes von Karl II. und die Kinderlosigkeit der englischen Königin Katharina Henrietta, wurden immer wieder Vermutungen und Gerüchte über eine geheime Ehe zwischen Lucy und dem König verbreitet. Lucy wurde von Zeitgenossen wie Samuel Pepys und John Evelyn eher negativ beschrieben. Sie zog keinerlei Nutzen aus ihrer Position als Mätresse und Geliebte von Karl II. und schien sich auch für ihre Umgebung nicht sonderlich viel zu interessieren. Von ihr selbst sind keine Zeugnisse oder Quellen überliefert.

## Leben

### Kindheit und Jugend
Sie war die Tochter des walisischen Adeligen Richard Walter aus dessen Ehe mit Elizabeth Protheroe. Ihre Mutter war eine Nichte des John Vaughan, 1. Earl of Carbery. 
Die Familie Walter gehörte zur walisischen Gentry und schlug sich in den Zeiten des englischen Bürgerkriegs auf die Seite der Royalisten. Im Zuge des Bürgerkrieges wurde das Schloss der Familie, Roch Castle in Pembrokeshire, eingenommen und zerstört. Andere Quellen sprechen von einem Wohnsitz der Familie in der Ortschaft Ravendale (walisisch: Cwmcigfran), fünf Meilen von Carmarthen entfernt. Die Familie floh zunächst nach London. Lucy wurde später durch ihren Verwandten, den 2. Earl of Carbery, nach Den Haag gebracht.
Sie wurde mit dreizehn oder vierzehn Jahren in die englische Gesellschaft eingeführt und schnell die Geliebte von Algernon Sidney, einem jungen Offizier in der Armee von Oliver Cromwell. In Den Haag soll sie den jüngeren Bruder ihres Geliebten, Robert Sidney, getroffen haben, der sie später mit Karl II. bekannt machte.
Es ist umstritten, ob die frühreife Lucy Walter, die sich als Geliebte von Robert auch Mrs. Barlow nannte, den einen Liebhaber, ohne zu zögern, gegen einen neuen austauschte, oder ob sie von einem Mann zum nächsten weitergereicht wurde. Es werden beide Auffassungen in verschiedenen Biografien vertreten.

### Mätresse des Königs

Lucy Walter

In Den Haag traf Lucy tatsächlich zum ersten Mal den englischen Thronfolger Karl II., der schon damals sehr empfänglich war für weibliche Schönheit und sich sofort stark für Lucy interessierte. Der Baron d'Aulnoy beschrieb Lucy folgendermaßen:
| Her beauty was so perfect that when the King saw her... he was so charmed and ravished and enamoured that in the misfortunes which ran through the first years of his reign he knew no other sweetness or joy than to love her, and be loved by her. (Baronne d'Aulnoy, Memoirs of the Court of England in 1675) | Ihre Schönheit war so perfekt, dass, als der König sie (Lucy) sah, er hingerissen, entwaffnet und bezaubert war, und dass er ungeachtet des Unglücks seiner Herrschaft in den ersten Jahren keine andere Freude und Anmut kannte, als sie zu lieben, und von ihr geliebt zu werden. |

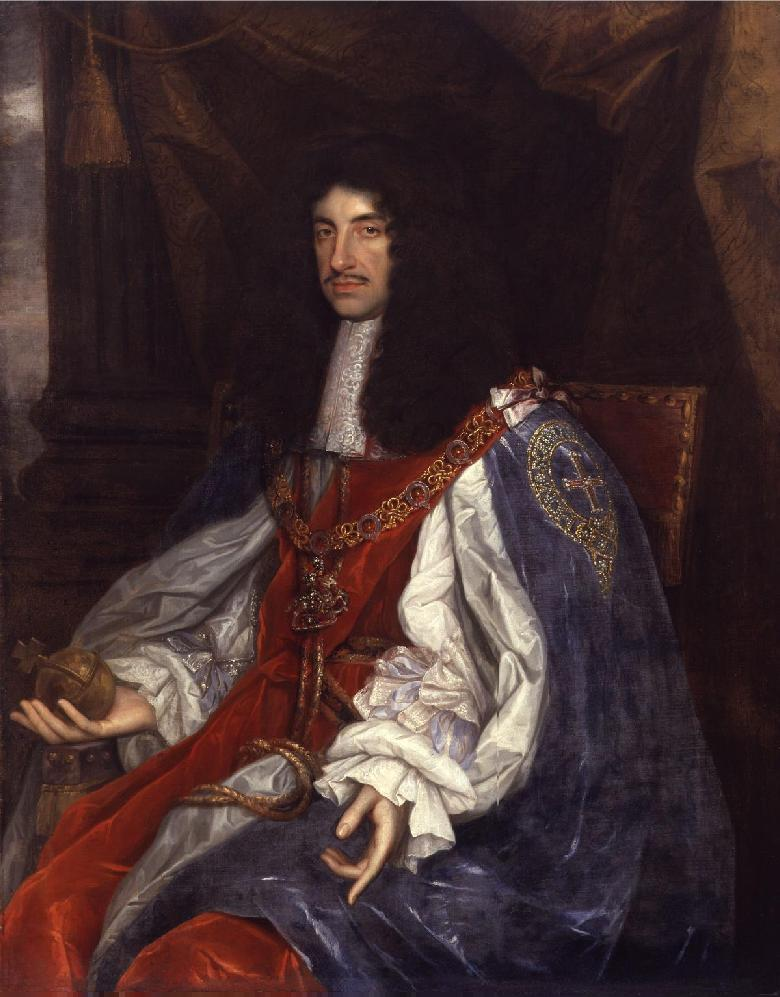
Karl II., König von England

Lucy war weder unerfahren, noch war sie die erste Geliebte des englischen Thronfolgers. John Evelyn beschreibt Lucy als "brown, beautiful, bold but insipid creature" (braun (dunkel), schön, frech aber geistlos). Er bezeichnete sie auch und gerade wegen ihrer derben und ungekünstelten Art, ihre Sexualität sehr offen zu zeigen und auszuleben, als Hure (a strumped). Ebenso nannte sie Samuel Pepys "a common whore" (eine gewöhnliche Hure). 
Die Affäre von Karl II. und Lucy muss vor Juni 1648 begonnen haben, da ihr gemeinsamer Sohn James bereits am 9. April 1649 geboren wurde, der zunächst auf den Namen James Crofts getauft wurde. Der englische Thronfolger machte nach der Geburt des Kindes sofort seine Vaterschaft geltend. Später erhob Karl II. James zum Duke of Monmouth und kümmerte sich schon kurz vor dem Tode der Mutter um seine Erziehung.
Die Beziehung zwischen Lucy und Karl II. verlief in Intervallen. Gemeinsam reisten sie zwar nach Paris und Jersey, aber Lucy wurde ihrem königlichen Geliebten schnell untreu. So brachte sie ihre Tochter Mary, die sie mit Henry Bennet, 1. Earl of Arlington, hatte, zur Welt, als Karl II. sie für längere Zeit nicht sehen konnte. Ein anderes Mal äußerte sie die Absicht, Sir Henry de Vic, 1. Baronet (um 1599–1671), zu heiraten. Obwohl Karl II. seine Zustimmung zu dieser Hochzeit gab, kam sie nie zustande. Ob Sir Henry kalte Füße bekam, weil der gute Ruf seiner Zukünftigen bereits zu geschädigt war, oder ob Lucy auf eine Ehe plötzlich keine Lust mehr hatte; beide Beweggründe liegen im Bereich des Möglichen. 
Lucy schien unbeeindruckt zu sein von dem Ruf, der ihr nachhing. So soll sie sich um 1655 in rascher Reihenfolge in zahlreiche Affären gestürzt haben, bis es sogar Karl II., dem "jede gewöhnliche Hure gerade recht war" (a common whore is good enough), zu viel wurde. 1655 bat er seinen Freund und Vertrauten Theobald Taaffe, 1. Earl of Carlingford, Lucy möglichst schnell aus der Gegend von Den Haag zu entfernen.
| Advise her, both for her sake and mine, that she goes to some place other than the Hague, for her stay there is very prejudicial to us both. | Rate ihr, ihretwegen und meinetwegen, dass sie zu einem anderen Platz als Den Haag geht, ihr Bleiben ist sehr nachteilig für uns beide |

Taafe hatte kein großes Glück bei der Entfernung von Lucy aus Den Haag. Sie wurde kurze Zeit später seine Geliebte.

### Anklagen und Verhaftung in England
1656 wurde Lucy beschuldigt, zwei weitere illegitime Kinder, deren Väter unbekannt blieben, abgetrieben zu haben. Des Weiteren beschuldigte man sie, ein Dienstmädchen ermordet zu haben. Beide Anklagen wurde später fallengelassen. 
Im Sommer des gleichen Jahres kehrte sie mit ihren Kindern James und Mary zurück nach England. Die Familie wurde nach ihrer Ankunft von den Abgesandten Oliver Cromwells sofort verhaftet und in ein Gefängnis eingeliefert. Bei ihrer Verhaftung wurde Lucy Walter zum ersten Mal offiziell als "Frau und Geliebte von Charles Stuart" (the wife and mistress of Charles Stuart) bezeichnet, was später dem Gerücht um eine heimliche Hochzeit zwischen Karl II. und Lucy Nahrung geben sollte. 
Lucy Walter erreichte, mit ihren Kindern aus dem Gefängnis entlassen zu werden, und reiste zurück nach Den Haag. Taafe, inzwischen wieder als Vermittler zwischen Lucy und Karl II. tätig, sicherte ihr eine regelmäßige Pensionszahlung zu, vor allem um den gemeinsamen Sohn James gut versorgt zu sehen.

### Verlust des Sohnes
1658 erreichten die königlichen Vermittler, dass Lucy ihren Sohn James unter die Obhut von Karl II. stellen konnte. Lucy weigerte sich, ihren Sohn abzugeben, wurde aber umgestimmt. 
Der damals 9 Jahre alte James war gänzlich ungebildet und hatte noch nie eine Art Unterricht oder Erziehung erhalten. Er war Analphabet und wusste nicht, wie man sich in normaler Gesellschaft zu benehmen hatte. Ferner wäre es seiner Zukunft nicht dienlich gewesen, weiterhin bei seiner Mutter, deren Ruf inzwischen vernichtend beschädigt war und deren Haus in Brüssel inoffiziell als Bordell fungierte, zu wohnen. Lucy übergab James der Obhut seines Vaters. Karl II. benannte einen Tutor, der James ab 1658 unterrichten und erziehen sollte. Er sah seine Mutter nie wieder.

### Lebensende
Nachdem sie ihren Sohn verloren hatte, reiste Lucy 1658 nach Paris, wo sie im September oder Oktober des gleichen Jahres starb und in einem anonymen Grab beerdigt wurde. Sie wurde nur 28 Jahre alt. Laut offiziellen Quellen starb sie an einer „Krankheit, die sie sich durch ihren Beruf zugezogen hatte“ (of a disease incident to her profession). Höchstwahrscheinlich starb sie also an den Folgen einer Geschlechtskrankheit, die sie sich nach 1651 zugezogen hatte.

## Rezeption

### Stimmen der Zeitgenossen: Legende und Mythos
In späteren Jahren, noch zu Lebzeiten von Karl II., wurde das Gerücht verbreitet, er und Lucy Walter hätten heimlich geheiratet. Somit wäre ihr Sohn James, der spätere Duke of Monmouth, legitimer Anwärter auf den Thron von England gewesen. Dieses Gerücht erhielt zusätzliche Brisanz, als die Ehe zwischen Karl II. und seiner Frau Katharina von Braganza kinderlos blieb. Als der Bruder von Karl II., Jakob II./VII, durch die Kinderlosigkeit seines Bruders der nächste Thronanwärter wurde und 1672 offiziell zum Katholizismus übertrat, regte sich in England Widerstand gegen einen katholischen König. James wurde von der protestantischen Opposition im Lande als rechtmäßiger Thronfolger ausgerufen, da er vor allem Protestant war.
Nach dem Tod seines Vaters beanspruchte James anstelle seines Onkels Jakob II./VII, den Thron, seine Truppen wurden am 6. Juli 1685 bei dem Örtchen Sedgemoor geschlagen. Er wurde am 15. Juli 1685 gefangen genommen und im Tower zu London hingerichtet.

## Nachkommen
Mit Karl II. hatte sie einen Sohn:
- James Scott, 1. Duke of Monmouth (geborener Crofts, 1649–1685), erhoben zum Duke of Monmouth (1663) in der Peerage von England und zum Duke of Buccleuch (1663) in der Peerage von Schottland.

Mit Henry Bennet, 1. Earl of Arlington, hatte sie eine Tochter:
- Mary Crofts (* 1651), nicht anerkannt, heiratete William Sarsfield, später William Fanshaw und arbeitete als Heilerin in Covent Garden.

## Einzelbelege und Anmerkungen
1. ↑  Vergl. auch T. G. Lamford: The Defence of Lucy Walter, Preface vii

| Personendaten    | Personendaten                                                                        |
| ---------------- | ------------------------------------------------------------------------------------ |
| NAME             | Walter, Lucy                                                                         |
| KURZBESCHREIBUNG | Mätresse des englischen Königs Karl II., Mutter von James Scott, 1. Duke of Monmouth |
| GEBURTSDATUM     | 1630                                                                                 |
| GEBURTSORT       | Roch Castle                                                                          |
| STERBEDATUM      | 1658                                                                                 |
| STERBEORT        | Paris                                                                                |